# 張雅玲
張雅玲（1995年12月4日—），臺灣臺中市人，台灣女演員、主持、舞者及模特兒，是歐嗨呦舞團（Oh Hi Yo）成員。2020年以首部電影《迷走廣州》入圍第22屆台北電影獎最佳女主角及第57屆金馬獎最佳女配角。

## 演出作品

### 電影
| 年 份  | 片 名        | 角 色 | 導 演  | 性 質 |
| 2020年 | 《迷走廣州》 | 晶晶  | 陸慧綿 | 主角  |
| 2024年 | 《鬼才之道》 | 網紅  | 徐漢強 | 客串  |

### 戲劇
| 年 份  | 劇 名          | 角 色    | 導 演                | 性 質 |
| 2024年 | 《小菁與言言》 | 年輕辣妹 | 安哲毅 曾培善 練健輝 | 客串  |

## 獎項紀錄
| 年份   | 頒獎典禮         | 獎項       | 作品         | 角色 | 結果 |
| ------ | ---------------- | ---------- | ------------ | ---- | ---- |
| 2020年 | 第22屆台北電影獎 | 最佳女主角 | 《迷走廣州》 | 晶晶 | 提名 |
| 2020年 | 第57屆金馬獎     | 最佳女配角 | 《迷走廣州》 | 晶晶 | 提名 |

## 外部連結
- 張雅玲的Facebook專頁
- 張雅玲的Instagram帳戶
- 歐嗨呦 Oh Hi Yo的Facebook專頁
- 迷走廣州的Facebook專頁